# Relic Hunter
Relic Hunter (Caçadora de Relíquias) é um seriado televisivo produzido pelo Canadá, Estados Unidos da América, França e Alemanha. Foi lançado em 1999 e realizado até 2002.

## Sinopse
Relic Hunter segue as aventuras mundiais da arqueóloga americana pouco ortodoxa Sydney Fox (Tia Carrere) e seu assistente britânico mais reservado, Nigel Bailey (Christien Anholt). Eles são assistidos em sua "base", uma universidade americana genérica identificada apenas como Trinity College, pela avoada estudante secretária Claudia (Lindy Booth), a filha mimada e obcecada por moda de um dos principais doadores da faculdade. O personagem de Claudia foi substituído na terceira temporada por Karen Petrushky (Tanja Reichert), que é mais talentosa do que Claudia para lidar com situações de natureza burocrática.
No início de cada episódio, há um breve flashback em que uma relíquia ou artefato é usado ou abusado em seu tempo original antes de ser perdida, roubada ou oculta. O programa corta para o Trinity College nos dias atuais, onde Sydney e Nigel são convidados a encontrar a relíquia para alguma pessoa ou agência, como um museu, colecionador particular (disfarçado) ou governo. A maioria dos episódios mostra a dupla viajando pelo mundo, procurando pistas para encontrar o artefato. Complicações são abundantes, muitas vezes com caçadores de relíquias rivais se envolvendo, geralmente dando a Sydney uma chance de mostrar suas proezas de artes marciais. Cabe então a Sydney e Nigel apreender a relíquia e garantir que ela acabe nas mãos adequadas (como os donos de direito ou um museu adequado). Cada episódio termina com uma cena no Trinity College explicando o que aconteceu com a relíquia.

## Lista de Episódios
| Temporadas   | Episódios |
| ------------ | --------- |
| 1ª Temporada | 22        |
| 2ª Temporada | 22        |
| 3ª Temporada | 22        |

## Elenco
- Tia Carrere - Sidney Fox
- Christien Anholt - Nigel Bailey
- Lindy Booth - Claudia
- Tanja Reichert - Karen Petrusky